# レクリング
レクリング (ドイツ語: Rögling) はドイツ連邦共和国バイエルン州シュヴァーベン行政管区のドナウ＝リース郡に属す町村（以下、本項では便宜上「町」と記述する）で、モンハイム行政共同体を構成する自治体の一つである。

## 地理
レクリングはアウクスブルク開発計画地域に属す。

### 自治体の構成
この町は、公式には単一の地区 (Ort) からなる。

## 歴史
レクリングは1505年以降ノイブルク＝ズルツバッハ公領のグライスバッハ裁判所管区に属した。1777年からバイエルン選帝侯領の一部となった。

### 人口推移
- 1970年 714人
- 1987年 676人
- 2000年 696人

## 行政
町長はイージドール・アウエルハンマー (Arbeitereinigkeit) である。

## 引用
1. ↑  https://www.statistikdaten.bayern.de/genesis/online?operation=result&code=12411-003r&leerzeilen=false&language=de Genesis-Online-Datenbank des Bayerischen Landesamtes für Statistik Tabelle 12411-003r Fortschreibung des Bevölkerungsstandes: Gemeinden, Stichtag (Einwohnerzahlen auf Grundlage des Zensus 2011)
2. ↑  Bayerische Landesbibliothek Online